# 154 (عدد)
154 هو عدد صحيح. طبيعي بين 153 و155

## في الرياضيات

### خصائص
- 154عدد زوجي
- 154عدد ناقص
- 154 عدد مضلعي (9 أضلاع-27 أضلاع-...)